# Heinrich Hollreiser
Heinrich Hollreiser (* 24. Juni 1913 in München; † 24. Juli 2006 in Scheffau am Wilden Kaiser, Österreich) war ein deutscher Dirigent.
Heinrich Hollreiser studierte bei Karl Elmendorff in München. 1932 ging er als Kapellmeister nach Wiesbaden, anschließend nach Darmstadt. 1938 wurde er in Mannheim 1. Kapellmeister. Es folgten Stationen in Duisburg und, 1942 bis 1944, in München. 1945 bis 1951 war er Generalmusikdirektor der Stadt Düsseldorf. Von 1952 bis 1961 wirkte er als 1. Kapellmeister an der Wiener Staatsoper, von 1961 bis 1964 als Chefdirigent an der Deutschen Oper in Berlin.
Danach arbeitete Hollreiser hauptsächlich als Gastdirigent, zwischen München, Berlin und Wien hin- und herpendelnd. Als langjähriger Dirigent der Wiener Staatsoper stand er bis 1994 mehr als tausendmal bei Auftritten am Dirigentenpult des Orchesters. Als Gastdirigent dirigierte er unter anderem auch die Berliner Philharmoniker sowie häufig und bis ins hohe Alter Wagner-Aufführungen an der Deutschen Oper Berlin. Er leitete auch die Düsseldorfer und Bamberger Symphoniker sowie das Cleveland Orchestra.
Heinrich Hollreiser starb 2006 im Alter von 93 Jahren und wurde auf dem alten Teil des Waldfriedhofes München beigesetzt.